# Décommunisation
Ne doit pas être confondu avec Dérussification ou Déstalinisation.

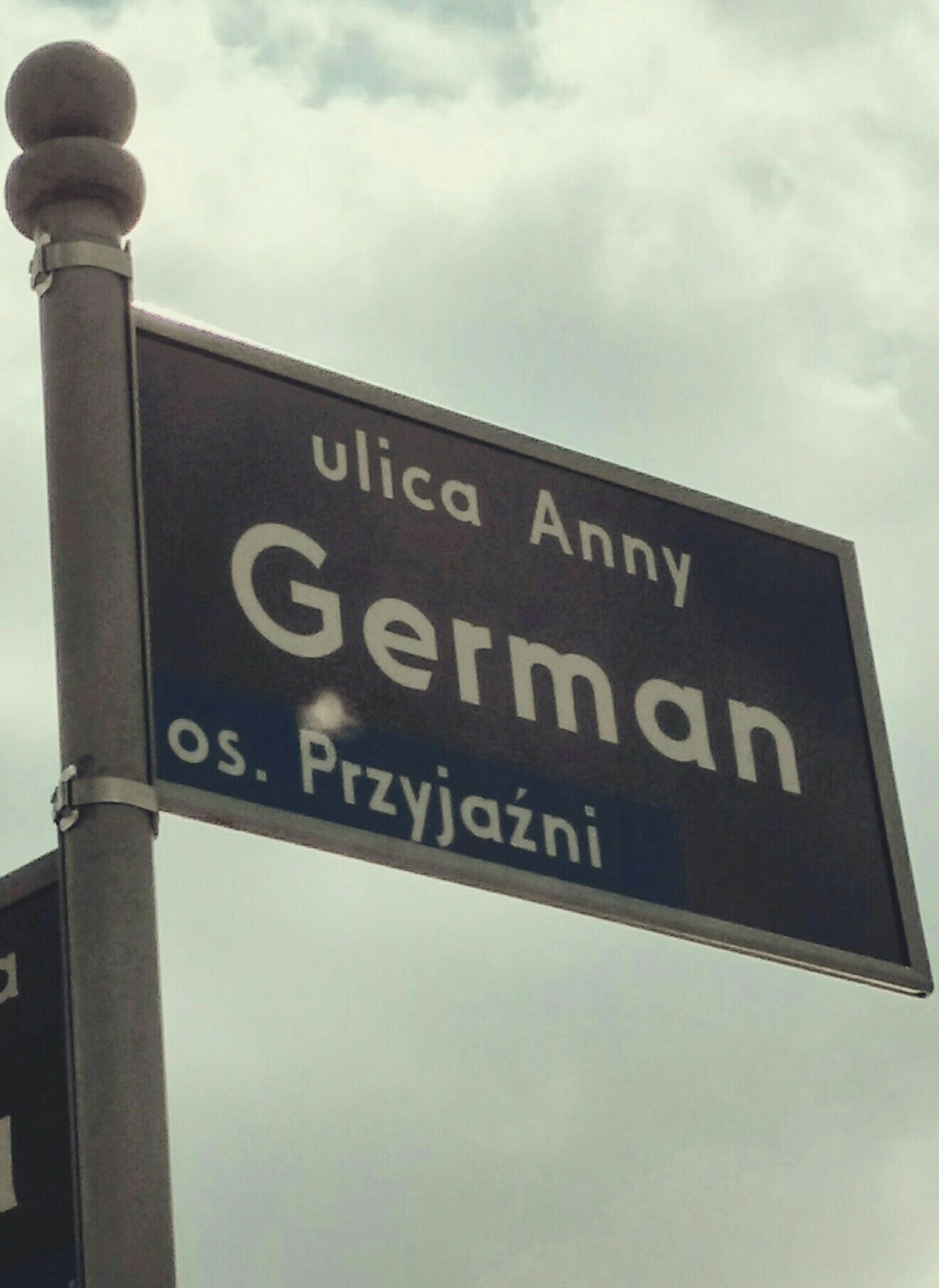
Renommage des rues à Poznań (Pologne) : la rue Julian Leszczyński (ulica Leńskiego, du nom d'un militant bolchévik) devient en 2017 la rue Anna German (ulica Anny German, du nom d'une chanteuse populaire).

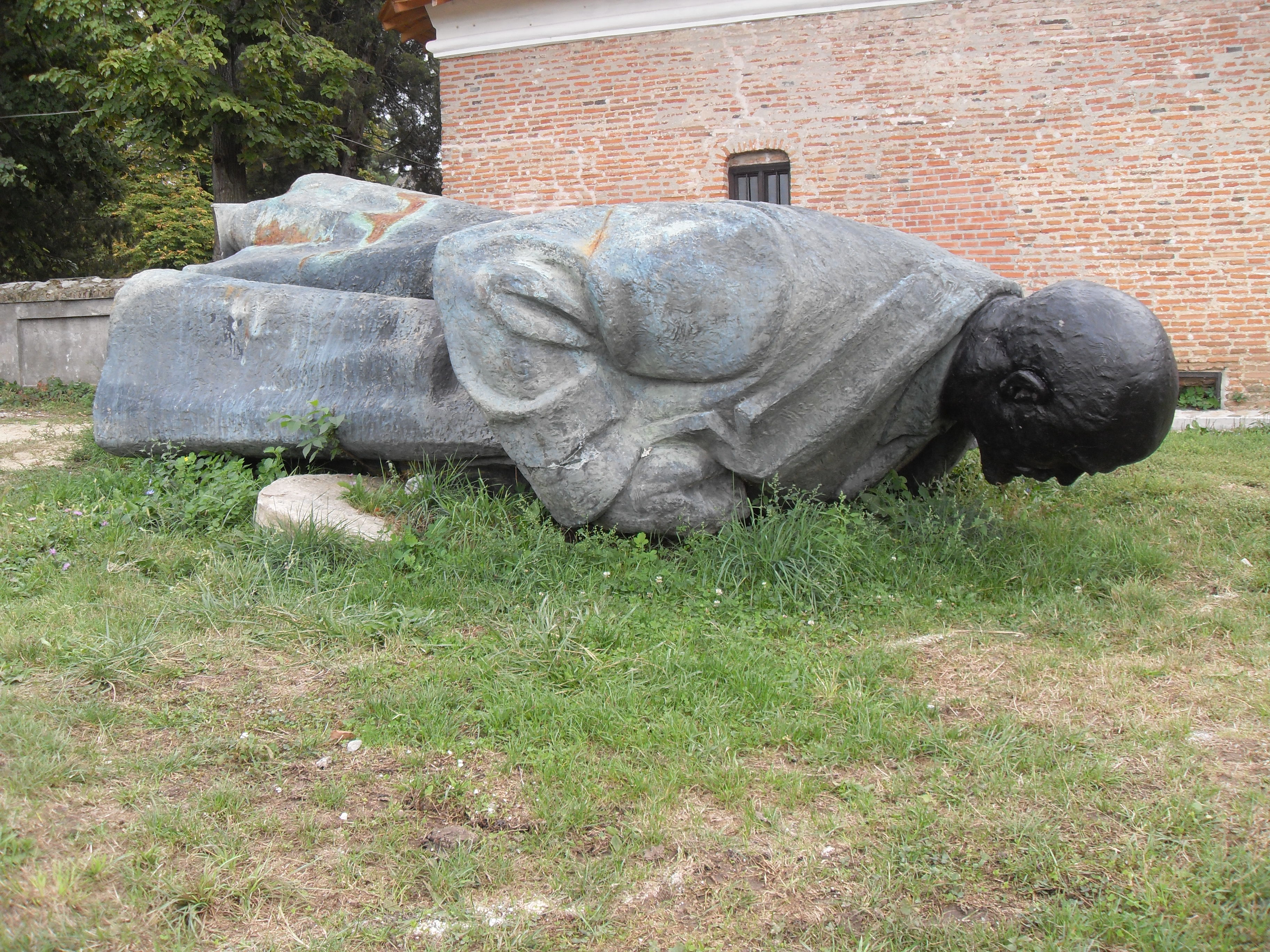
Statue de Lénine démontée, déposée au palais de Mogoșoaia (Roumanie) : à sa place se dresse aujourd'hui le monument à la résistance anticommuniste roumaine.

L'expression décommunisation (verbe : décommuniser) ne concerne pas l'idéal communiste mais l'héritage concret des États communistes autoritaires, en ses aspects organisationnels (parti unique, police politique hypertrophiée, absence de libertés civiques, surveillance permanente des citoyens), économiques (collectivisation, planification, sous-production, pénuries), sociaux (existence d'une nomenclature sociale attribuant des mérites, des blâmes ou des punitions sur critère de fidélité aux dirigeants), culturels (culte de la personnalité des dirigeants, subordination de la création à la propagande, réalisme socialiste) et psychologiques (peur constante, méfiance généralisée, paranoïa, tortures psychiques). Elle est parfois appelée lustration, épuration ou nettoyage politique.
Le terme est couramment appliqué pour les anciens pays du Bloc de l'Est et les États post-soviétiques pour décrire un certain nombre de questions juridiques et des changements sociaux au cours de leurs périodes de post-communisme. Bien qu'ils aient tous des traits communs, notamment celui de considérer la dictature communiste comme une forme de totalitarisme, voire d'occupation étrangère pour les pays annexés de force par l'URSS (comme les pays baltes), les processus de « décommunisation » se déroulent différemment selon les États,.

## Organismes régulateurs de la décommunisation
- Allemagne - Le Commissaire fédéral pour les dossiers de la Stasi (BStU)
- Cambodge - Les Chambres extraordinaires au sein des tribunaux cambodgiens
- Estonie - La Commission estonienne internationale pour enquêter sur les crimes contre l'humanité
- Hongrie - L'Institut pour l'histoire de la Révolution hongroise de 1956
- Indonésie - Le Nouvel Ordre du Gouvernement
- Lituanie - Le Centre lituanien pour la recherche sur le génocide et la résistance
- Pologne, l'Institut de la mémoire nationale — Commission pour la poursuite des crimes contre la nation polonaise
- Roumanie - L'Institut pour l'investigation des crimes du communisme en Roumanie
- République tchèque - Le Bureau de la documentation et de l'investigation des crimes du communisme
- Slovaquie - L'Institut de la mémoire nationale - Ústav pamäti národa (Sk)
- Ukraine - L'Institut ukrainien de la mémoire nationale[6]

## Sort des dirigeants déchus des États communistes
- Allemagne - Erich Honecker a été arrêté, mais rapidement libéré pour raison de santé : il s'exila au Chili. Plusieurs personnes, comme Egon Krenz, ont été condamnées.
- Bulgarie - Todor Jivkov a été condamné à 7 ans de prison, mais n'a été détenu qu'une journée : il fut libéré pour des raisons de santé.
- Cambodge - Kang Kek Ieu est jusqu'à présent le seul inculpé parmi les Khmers rouges ; Pol Pot a été destitué et assigné à résidence par ses propres camarades, mais n'a jamais été jugé.
- Pologne - Wojciech Jaruzelski a été inculpé en 2006 : absent de la plupart des audiences en raison de sa mauvaise santé, il n'a jamais été condamné.
- Roumanie - Nicolae Ceaușescu et son épouse ont été condamnés à mort et exécutés selon une procédure expéditive que le régime réservait jusqu'alors aux résistants armés. Ce sont les seuls dirigeants à avoir payé de leur vie leurs actes politiques, et comme tels, ce sont des héros aux yeux des nostalgiques du régime.
- Tchécoslovaquie - Milouš Jakeš, renversé par la révolution de Velours qu'il voulait réprimer, n'a jamais été condamné et, dans ses mémoires, il se prend pour un Jan Hus moderne (réformateur religieux tchèque de la Renaissance).

## Suites
Bien qu'il ait à un moment été envisagé par Boris Eltsine sur la suggestion de Vladimir Boukovski, il n'y a finalement jamais eu de procès global des régimes se réclamant du communisme — souvent surnommé le « Nuremberg du Communisme », — ni de condamnation des éléments idéologiques justifiant et générant une violence d'État tournée contre la population que ledit État était censé protéger ; toutefois les crimes commis par ces régimes font l'objet d'un devoir de mémoire dans les pays baltes et les états jadis satellites de l'URSS. En Russie, ce devoir de mémoire est exclu de l'espace public et la fondation Memorial qui tente de le promouvoir, est considérée comme une organisation « anti-patriotique », mais en revanche, un certain nombre de victimes du régime, notamment en sa période stalinienne, ont été réhabilitées (pour la plupart post-mortem).
Dans la plupart des cas, seuls les anciens dirigeants ont été juridiquement condamnés en tant que personnes responsables, mais pas les exécutants. Ainsi, selon Stéphane Courtois, dans plusieurs pays, la nomenklatura locale réalisa une reconversion pragmatique ou démocratique pour conserver ou reprendre le pouvoir. Durant certaines périodes (par exemple en Pologne et Tchécoslovaquie après la chute des régimes communistes en Europe ou l'ex-RDA après la réunification allemande) la participation des ex-communistes aux affaires politiques a pu être limitée, ainsi que celle des membres de la police politique, et de leurs informateurs. En Allemagne de l'Est, des milliers d'anciens informateurs de la Stasi ont été renvoyés des services publics. À l'exception des pays Baltes, les partis communistes n'ont pas été bannis et leurs membres n'ont pas été poursuivis, mais certains, comme le parti communiste roumain, se sont auto-dissous avant de renaître de leurs cendres. Dans un certain nombre de pays, le parti communiste a tout simplement changé de nom et a continué de fonctionner.
Enfin, dans certains pays, la « décommunisation » a pu se traduire, dans le paysage, par l'enlèvement de la statuaire (statues des dirigeants ou monuments à la gloire de l'armée rouge), des symboles du communisme (slogans gravés sur les frontons, étoiles rouges, faucille et marteau…) et des noms de héros communistes (noms de rues, voire de localités). Elle se prononça de façon plus brutale en Ukraine à la suite de la crise politique des années 2010 et en Pologne depuis 2016 et la mainmise des conservateurs de Droit et justice.
En 2022, il reste en Pologne 60 monuments qui glorifient l’Armée rouge, alors que l'Etat questionne le fait de savoir si l'armée rouge est intervenue en tant que libérateur ou occupant.